# Македонска библиотека
„Македонска библиотека“ е поредица от книги на Македонския научен институт, свързани с географската област Македония.

### 1924 – 1944
- № 1. Л. Милетич. Македония и македонските българи. Културно-исторически поглед. ІІІ изд. С., 1925 г., 64 с.
- № 2. Г. Баждаров. Македонският въпрос вчера и днес. С., 1925, 96 с.
- № 3. Ив. Георгов. Днешното положение в Македония под сръбска и гръцка власт и Обществото на народите. С., 1925, 88 с.
- № 4. К. Соларов. България и македонският въпрос. Причините на Балканските войни. С., 1925, 180 с.
- № 5. К. Соларов. Балканският съюз и Освободителните войни през 1912 и 1913 г. С., 1926, 158 с.
- № 6. Г. Баждаров. Из македонската земя. (Впечатления и бележки). С., 1926, 175 с.
- № 7. С. Радев. Македония и българското възраждане в ХІХ в. Ч. І. С., 1927, 177 с.
- № 8. С. Радев. Македония и българското възраждане в ХІХ в. Ч. ІІ. С., 1927, 177-308 с.
- № 9. С. Радев. Македония и българското възраждане в ХІХ в. Ч. ІІІ. С., 1928, 308-526 с.
- №10. Йордан Бадев. От ранно детство. С., 1928, 144 с.
- №11. Петър Завоев. Моите стари съседи. Разкази. С., 1929, 160 с.
- №12. Чезаре Спеланцон. Победени и победители (превод от италиански). Ч. І., С., 1930 с.
- №13. Чезаре Спеланцон. Победени и победители (превод от италиански). Ч. ІІ., С., 1930 с.
- №14. Георги Савчев. В гръцки плен. С., 1931 г., 111 с.
- №15. Андрей Тошев. Бегли спомени. С., 1931, 193 с.
- №16. Васил Узунов. Бегли спомени. С., 1931, 295 с.
- № 17. Дуйчев, Ив Македония в българската история (с карта на Македония). С., 1941, 44 с.,
- № 18. Алексиев–Миладинов, В. Българска земя – път и легенда. С., 1943, 258 с.

### От 1991
- №19. К. Църнушанов. Многократните изяви на националното самоопределение на македонските българи. С., 1992, 287 с.
- № 20. Изследвания по македонския въпрос. Кн. първа. Авт. колектив. С., 1993, 515 с.
- № 21. Изследвания по македонския въпрос. (Проблеми на българския език в Македония). Кн. втора. Авт. колектив. С., 1993, 298 с.
- № 22. Банско. Научни изследвания и фолклорни приложения. Съст. М. Сантова и Евг. Мицева. С., 1996, 280 с.
- № 23. Съчиняването на т.нар. македонски книжовен език. Авт. колектив. С., 1993, 64 с.
- № 24. Д. Дойнов. Кресненско-Разложкото въстание 1878-1879 г. С., 1993, 96 с.
- № 25. П. Петров. Карпошовото въстание 1689 г. С., 1994, 64 с.
- № 26. 90 г. Илинденско-Преображенско въстание. Авт. колектив. С., 1994, 207 с.
- № 27. 100 години ВМОРО. Авт. колектив. С., 1994, 253 с.
- № 28. А. Първанова. Александър Балабанов. С., 1994, 105 с.
- № 29. Спространов, Е. Дневник. Т. I. Авт. колектив. С., 1994, 464 с.
- № 30. Ivan Kochev, Оto Kronsteiner, Ivan Alexandrov. Тhе fathering of the Macedonian literary language. Sofia., 1994, 64 с.
- № 31. Д. Дойнов. Разловското въстание 1876 г. С., 1994, 95 с.
- № 32. T. Mitev. Foundation of the first bulgarian patriotic organizations in Australia. Sofia., 1994, 79 с.
- № 33. Македония и Одринско. Статистика на населението от 1873 г. Съст. Йорданов, Йор. С., 1995, 224 с.
- № 34. Д. Минчев. Българските акционни комитети в Македония - 1941 г. С., 1995, 174 с.
- № 35. К. Църнушанов. Принос към историята на ММТРО. С., 1996, 503 с.
- № 36. Лингвистични студии за Македония. С., 1996, 595 с.
- № 37. Др. Драгнев. Скопската икона Блаже Конески. (Македонски лингвист или сръбски политработник). С., 1998, 80 с.
- № 38. D. Gotsev. The new national-liberation struggle in Vardar Macedonia 1944-1991. Sofia, 1999, 50 р.
- № 39. Ал. Гребенаров. Тайни структури на македонските българи (1919-1941). С., 1998, 112 с.
- № 40. V. Тгаiкоv. L`appartenans etnique de la population slave en Macedoine refletee dans la litterature francais. Sofia, 1999, 54 р.
- № 41. Тr. Мitev. Тhе United states of Аmerica and Масеdonia 1834 - 1945. Sofia, 1999, 68 р.
- № 42. Ив. Кочев. П. Мисирков. Кръсте Мисирков. Прозрения. С., 2000 г., 48 с.
- № 43. В. Георгиев. Българската интелигенция и националната кауза в Първата световна война. Съюзът на българските учени, писатели и художници (1917-1918). С., 2000, 136 с.
- № 44. Tr. Mitev. A short history of the MPO. Sofia, 2001, 56 p.
- № 45. А. Гиза. Балканските държави и македонският въпрос. С., 2001, 140 с.
- № 46. П. Петров, Хр. Темелски. Църква и църковен живот в Македония. С., 2003, 180 с.
- № 47. Иван Гарванов. Спомени, документи, материали. С., 2005, 335 с.
- № 48. Ив. Вазов. Песни за Македония. С., 2017, 126 с.
- № 49. В. Велинова. Св. Климент Охридски - опит за портрет. С., 2018, 200 с.
- № 50. Петър Кърджилов. Кинохроники, заснети в Македония по време на три войни (1912–1918). С., 2018, 184 с. с илюстрации.
- № 51. Владимир Сис. Македония. С., 2019, 366 с.
- № 52. Любен Топчев. От Струмица до Америка. Спомени и размисли. С. 2020, 115 с.
- № 53. Тервел Попов. Куберовите българи и техните потомци. С., 2020, 186 с.
- № 54. Георги Н. Николов, Силвия Аризанова. Самуилова България в българската историопис (1945–2020). С. 2020, 144 с.
- № 55. П. К. Яворов. Хайдушки копнения. Спомени от Македония 1902–1903. Солун, 1912. С., 2020.
- № 56. Цветан Ракьовски. Подир копненията на Поета. С. 2020, 230 с.
- № 57. Ив. Вазов. Песни за Македония. 1913 - 1916 г. Второ фототипно издание. С., 2021, 128 + XXIX с.